# Mette Graversgaard
Mette Laugesen Graversgaard (* 5. Oktober 1995) ist eine dänische Hürdenläuferin, die sich auf die 100-Meter-Distanz spezialisiert hat und aktuell Inhaberin des Landesrekordes ist.

## Sportliche Laufbahn
Erste internationale Erfahrungen sammelte Mette Graversgaard im Jahr 2017, als sie bei den U23-Europameisterschaften in Bydgoszcz mit 13,76 s im Halbfinale ausschied und anschließend nahm sie an der Sommer-Universiade in Taipeh teil und schied auch dort mit 14,12 s im Halbfinale aus und verpasste mit der dänischen 4-mal-100-Meter-Staffel mit 46,29 s den Finaleinzug. 2018 startete sie mit der Staffel bei den Europameisterschaften in Berlin, schied dort aber mit 44,09 s im Vorlauf aus. Bei den IAAF World Relays 2019 in Yokohama belegte sie in 45,32 s den achten Platz und anschließend erreichte sie bei den Europaspielen in Minsk nach 13,89 s Rang 16. Daraufhin schied sie bei den Studentenweltspielen in Neapel mit 13,76 s im Halbfinale über 100 m Hürden aus und scheiterte im 200-Meter-Lauf mit 24,08 s in der Vorrunde und verpasste auch mit der Staffel mit 46,02 s den Finaleinzug. Anfang Oktober startete sie mit der  Staffel bei den Weltmeisterschaften in Doha, verpasste dort aber mit 43,92 s den Einzug ins Finale. 2020 verbesserte sie den Landesrekord im Hürdensprint auf 13,13 s und 2021 kam sie bei den Halleneuropameisterschaften in Toruń im Vorlauf nicht ins Ziel. Anfang Mai belegte sie bei den World Athletics Relays im polnischen Chorzów in 45,34 s den sechsten Platz mit der 4-mal-100-Meter-Staffel und erreichte mit der 4-mal-200-Meter-Staffel mit neuem Landesrekord von 1:37,80 min Rang vier.
2022 erreichte sie bei den Hallenweltmeisterschaften in Belgrad das Halbfinale über 60 m Hürden und schied dort mit 8,03 s aus. Anfang Juni siegte sie in 12,99 s über 100 m Hürden bei der BoXX United Manchester World Athletics Continental Tour und anschließend siegte sie in 12,92 s beim P-T-S Meeting, in 12,87 s beim Sollentuna GP sowie in 12,96 s bei den Copenhagen Athletics Games und in 12,89 s beim Meeting Madrid. Im Juli erreichte sie bei den Weltmeisterschaften in Eugene das Halbfinale und schied dort mit 13,05 s aus und verpasste dort mit der 4-mal-100-Meter-Staffel mit 43,46 s den Finaleinzug. Daraufhin belegte sie bei den Europameisterschaften in München in 12,99 s den sechsten Platz über die Hürden und schied im Staffelbewerb mit 44,20 s im Vorlauf aus. Im Jahr darauf wurde sie bei den Halleneuropameisterschaften in Istanbul mit neuem Landesrekord von 7,92 s Vierte über 60 m Hürden. Im Juni wurde sie bei der 2. Liga der Team-Europameisterschaft im Rahmen der Europaspiele in 12,95 s Zweite über 100 m Hürden und wurde mit der Staffel in 43,89 s Zweite. Im August schied sie bei den Weltmeisterschaften in Budapest mit 12,94 s im Halbfinale aus. 2024 schied sie bei den Hallenweltmeisterschaften in Glasgow mit 8,07 s ebenfalls im Semifinale über 60 m Hürden aus. Im Juni kam sie bei den Europameisterschaften in Rom mit 13,42 s nicht über den Vorlauf über 100 m Hürden hinaus und verpasste mit der 4-mal-100-Meter-Staffel mit 44,21 s den Finaleinzug.
In den Jahren 2013, von 2015 bis 2017 sowie von 2020 bis 2023 wurde Graversgaard dänische Meisterin im 100-Meter-Hürdenlauf sowie 2013 und 2015 und 2020 und 2022 auch im 200-Meter-Lauf und 2023 über 100 Meter. Zudem wurde sie 2016 und 2019 sowie 2020, 2022 und 2023 Hallenmeisterin über 60 m Hürden und siegte 2016 und 2019 auch in der 4-mal-200-Meter-Staffel und 2023 im 60-Meter-Lauf.

## Persönliche Bestleistungen
- 100 Meter: 11,64 s (0,0 m/s), 24. Juni 2023 in Aalborg
  - 60 Meter (Halle): 7,43 s, 30. Dezember 2021 in Aarhus
- 200 Meter: 23,30 s (+0,6 m/s), 10. Juni 2023 in Genf
  - 200 Meter (Halle): 23,42 s, 28. Februar 2020 in Ulsteinvik
- 100 m Hürden: 12,83 s (+2,0 m/s), 24. Mai 2023 in Savona (dänischer Rekord)
  - 50 m Hürden (Halle): 7,28 s, 28. Dezember 2015 in Aarhus (dänischer Rekord)
  - 60 m Hürden (Halle): 7,92 s, 5. März 2023 in Istanbul (dänischer Rekord)